# Дейвид Харви
 Тази статия е за шотландския футболист.  За английския географ вижте Дейвид Харви (географ).  
Дейвид Харви (на английски: David Harvey) е бивш шотландски футболист.
Роден е в семейството на шотландец и англичанка, но избира да представлява националния отбор на Шотландия. На 17 години подписва първия си професионален договор с Лийдс Юнайтед и дебютира още същата година, но до 1972 г. е резерва на уелския национал Гари Спарк и записва по-малко 50 мача. След това обаче се превръща в твърд титуляр и стига и до националния отбор на Шотландия. През 1970 и 1972 г. пази за Лийдс на финала за ФА Къп, първият път отборът губи с 2:1 от Челси, а вторият път надделява над Арсенал с 1:0. През 1973 г. с Харви под рамките на вратата Лийдс губи финала за ФА Къп срещу Съндърланд и КНК срещу Милан с по 1:0. През 1974 г. печели шампионската титла и е титулярен вратар на Шотландия на СП Германия, където отборът отпада в предварителната фаза заради по-лоша голова разлика, въпреки че записва победа и две равенства. Година по-късно Харви пропуска загубения финал за КЕШ срещу Байерн Мюнхен заради контузия, претърпяна при автомобилна катастрофа. През 1980 г. заминава за Канада, където играе за Ванкувър Уайткепс, но нова контузия при автомобилна катастрофа го изважда от игра през втория си сезон там. След това се завръща в Лийдс, а преди да прекрати кариерата си изиграва няколко мача за Брадфорд Сити.